# Sixième circonscription de Maine-et-Loire
La sixième circonscription de Maine-et-Loire est l'une des 7 circonscriptions législatives françaises que compte le département de Maine-et-Loire (49) situé en région Pays de la Loire.

## Description et démographique

### De 1958 à 1986
Le département avait six circonscriptions.
La sixième circonscription de Maine-et-Loire était composée de :
- canton d'Angers-Nord-Ouest
- canton de Candé
- canton du Lion-d'Angers
- canton du Louroux-Béconnais
- canton de Pouancé
- canton de Saint-Georges-sur-Loire
- canton de Segré

Source : Journal Officiel du 14-15 Octobre 1958.

### Depuis 1988
La sixième circonscription de Maine-et-Loire est délimitée par le découpage électoral de la loi no 86-1197 du 24 novembre 1986
, elle regroupe les divisions administratives suivantes :
- Canton d'Angers-Ouest
- Canton de Beaupréau
- Canton de Champtoceaux
- Canton de Montrevault
- Canton de Saint-Florent-le-Vieil
- Canton de Saint-Georges-sur-Loire.

La circonscription comprend donc les villes suivantes : Andrezé, Angers, Beaucouzé, Beaupréau, Beausse, Botz-en-Mauges, Bouchemaine, Bourgneuf-en-Mauges, Bouzillé , Bégrolles-en-Mauges, Béhuard, Champtoceaux, Champtocé-sur-Loire, Chaudron-en-Mauges, Drain, Gesté, Ingrandes, Jallais, La Boissière-sur-Evre, La Chapelle-Saint-Florent, La Chapelle-du-Genêt, La Chaussaire, La Jubaudière, La Poitevinière, La Pommeraye, La Possonnière, La Salle-et-Chapelle-Aubry, La Varenne, Landemont, Le Fief-Sauvin, Le Fuilet, Le Marillais, Le May-sur-Evre, Le Mesnil-en-Vallée, Le Pin-en-Mauges, Le Puiset-Doré, Liré, Montjean-sur-Loire, Montrevault, Saint-Christophe-la-Couperie, Saint-Florent-le-Vieil, Saint-Georges-sur-Loire, Saint-Germain-des-Prés, Saint-Jean-de-Linières, Saint-Laurent-de-la-Plaine, Saint-Laurent-des-Autels, Saint-Laurent-du-Mottay, Saint-Léger-des-Bois, Saint-Martin-du-Fouilloux, Saint-Philbert-en-Mauges, Saint-Pierre-Montlimart, Saint-Quentin-en-Mauges, Saint-Rémy-en-Mauges, Saint-Sauveur-de-Landemont, Savennières et Villedieu-la-Blouère.
D'après le recensement général de la population en 2016, réalisé par l'Institut national de la statistique et des études économiques (INSEE), la population totale de cette circonscription est estimée à 135 335 habitants, ce qui fait que la circonscription est sous-représentée par rapport à la moyenne nationale (voir la carte de représentativité des circonscriptions législatives françaises), la représentativité théorique par circonscription étant de 105 600 habitants.

## Historique des députations
| Législature | Début de mandat | Fin de mandat  | Député              | Parti politique | Observations |
| ----------- | --------------- | -------------- | ------------------- | --------------- | --- |
| Ire         | 9 décembre 1958 | 9 octobre 1962 | René la Combe       | UNR             | Mandat écourté à la suite d'une dissolution parlementaire décidée par Charles de Gaulle.                                                                                                   |
| IIe         | 6 décembre 1962 | 2 avril 1967   | René la Combe       | UNR             | |
| IIIe        | 3 avril 1967    | 30 mai 1968    | René la Combe       | UDR             | Mandat écourté à la suite d'une dissolution parlementaire décidée par Charles de Gaulle.                                                                                                   |
| IVe         | 11 juillet 1968 | 1er avril 1973 | René la Combe       | UDR             | |
| Ve          | 2 avril 1973    | 2 avril 1978   | René la Combe       | UDR             | |
| VIe         | 3 avril 1978    | 22 mai 1981    | René la Combe       | RPR             | Mandat écourté à la suite d'une dissolution parlementaire décidée par François Mitterrand.                                                                                                 |
| VIIe        | 2 juillet 1981  | 1er avril 1986 | René la Combe       | RPR             | |
| VIIIe       | 2 avril 1986    | 14 mai 1988    | Aucun               | Aucun           | Proportionnelle par département, pas de député par circonscription. Mandat écourté à la suite d'une dissolution parlementaire décidée par François Mitterrand.                             |
| IXe         | 23 juin 1988    | 1er avril 1993 | Hervé de Charette   | UDF             | |
| Xe          | 2 avril 1993    | 2 mai 1993     | Hervé de Charette,  | UDF,            | Remplacé à partir du 2 mai 1993 par Alain Levoyer (UDF), à la suite de sa nomination au gouvernement Mandat écourté à la suite d'une dissolution parlementaire décidée par Jacques Chirac. |
| Xe          | 2 mai 1993      | 21 avril 1997  | Alain Levoyer,      | UDF,            | Remplacé à partir du 2 mai 1993 par Alain Levoyer (UDF), à la suite de sa nomination au gouvernement Mandat écourté à la suite d'une dissolution parlementaire décidée par Jacques Chirac. |
| XIe         | 12 juin 1997    | 18 juin 2002   | Hervé de Charette,  | UDF,            | |
| XIIe        | 19 juin 2002    | 19 juin 2007   | Hervé de Charette,  | UMP,            | |
| XIIIe       | 20 juin 2007    | 19 juin 2012   | Hervé de Charette   | UMP             | |
| XIVe        | 20 juin 2012    | 20 juin 2017   | Serge Bardy         | DVG             | |
| XVe         | 21 juin 2017    | 21 juin 2022   | Nicole Dubré-Chirat | LREM            | |

## Historique des élections

### Élections de 1958
| Candidat       | Candidat          | Parti          | Premier tour | Premier tour | Second tour | Second tour |  |
| Candidat       | Candidat          | Parti          | Voix         | %            | Voix        | %           |  |
| -------------- | ----------------- | -------------- | ------------ | ------------ | ----------- | ----------- |  |
|                | Jean Sauvage      | MRP            | 14 279       | 31,95        | 14 735      | 33,86       |  |
|                | René la Combe élu | UNR            | 10 576       | 23,67        | 22 006      | 50,57       |  |
|                | Léon Mauduit      | CNIP           | 8 419        | 18,84        | Retrait     | Retrait     |  |
|                | Henri David       | SFIO           | 4 969        | 11,12        | 3 652       | 8,39        |  |
|                | Ernest Allard     | PCF            | 3 766        | 8,43         | 3 124       | 7,18        |  |
|                | Raoul Lemaire     | UFF            | 2 676        | 5,99         | Retrait     | Retrait     |  |
|                |                   |                |              |              |             |             |  |
| Inscrits       | Inscrits          | Inscrits       | 58 296       | 100,00       | 58 296      | 100,00      |  |
| Abstentions    | Abstentions       | Abstentions    | 12 058       | 20,68        | 14 003      | 24,02       |  |
| Votants        | Votants           | Votants        | 46 238       | 79,32        | 44 293      | 75,98       |  |
| Blancs et nuls | Blancs et nuls    | Blancs et nuls | 1 553        | 3,36         | 776         | 1,75        |  |
| Exprimés       | Exprimés          | Exprimés       | 44 685       | 96,64        | 43 517      | 98,25       |  |

Le suppléant de René la Combe était Jean Narquin, chirurgien dentiste à Angers.

### Élections de 1962
|                | René la Combe sortant réélu | UNR-UDT        | 19 554 | 51,05  |  |  |  |
|                | Jean Sauvage                | MRP            | 11 221 | 29,29  |  |  |  |
|                | Henri David                 | SFIO           | 3 779  | 9,87   |  |  |  |
|                | Jeanne Allin                | PCF            | 3 750  | 9,79   |  |  |  |
|                |                             |                |        |        |  |  |  |
| Inscrits       | Inscrits                    | Inscrits       | 59 287 | 100,00 |  |  |  |
| Abstentions    | Abstentions                 | Abstentions    | 19 418 | 32,75  |  |  |  |
| Votants        | Votants                     | Votants        | 39 869 | 67,25  |  |  |  |
| Blancs et nuls | Blancs et nuls              | Blancs et nuls | 1 565  | 3,93   |  |  |  |
| Exprimés       | Exprimés                    | Exprimés       | 38 304 | 96,07  |  |  |  |

Le suppléant de René la Combe était Yves Besnier, ingénieur, maire d'Avrillé.

### Élections de 1967
|                | René la Combe sortant réélu | UD-Ve          | 25 173 | 53,26  |  |  |  |
|                | Henri Varenne               | CD (PDM)       | 8 733  | 18,48  |  |  |  |
|                | Pierre Belliard             | FGDS (Radical) | 7 632  | 16,15  |  |  |  |
|                | Jeanne Allin                | PCF            | 5 727  | 12,12  |  |  |  |
|                |                             |                |        |        |  |  |  |
| Inscrits       | Inscrits                    | Inscrits       | 58 005 | 100,00 |  |  |  |
| Abstentions    | Abstentions                 | Abstentions    | 9 269  | 15,98  |  |  |  |
| Votants        | Votants                     | Votants        | 48 736 | 84,02  |  |  |  |
| Blancs et nuls | Blancs et nuls              | Blancs et nuls | 1 471  | 3,02   |  |  |  |
| Exprimés       | Exprimés                    | Exprimés       | 47 265 | 96,98  |  |  |  |

Le suppléant de René la Combe était Yves Besnier, ingénieur, maire d'Avrillé.

### Élections de 1968
|                | René la Combe sortant réélu | UDR (URP)      | 28 428 | 59,62  |  |  |  |
|                | Jean-Louis Hamard           | CD (PDM)       | 7 486  | 15,7   |  |  |  |
|                | Pierre Belliard             | FGDS (Radical) | 5 746  | 12,05  |  |  |  |
|                | Marcel Paquereau            | PCF            | 4 308  | 9,04   |  |  |  |
|                | Suzanne Séjour              | PSU            | 1 710  | 3,59   |  |  |  |
|                |                             |                |        |        |  |  |  |
| Inscrits       | Inscrits                    | Inscrits       | 59 831 | 100,00 |  |  |  |
| Abstentions    | Abstentions                 | Abstentions    | 11 310 | 18,9   |  |  |  |
| Votants        | Votants                     | Votants        | 48 521 | 81,1   |  |  |  |
| Blancs et nuls | Blancs et nuls              | Blancs et nuls | 843    | 1,74   |  |  |  |
| Exprimés       | Exprimés                    | Exprimés       | 47 678 | 98,26  |  |  |  |

Le suppléant de René la Combe était Yves Besnier.

### Élections de 1973
| Candidat       | Candidat                    | Parti          | Premier tour | Premier tour | Second tour | Second tour |  |
| Candidat       | Candidat                    | Parti          | Voix         | %            | Voix        | %           |  |
| -------------- | --------------------------- | -------------- | ------------ | ------------ | ----------- | ----------- |  |
|                | René la Combe sortant réélu | UDR (URP)      | 22 354       | 43,92        | 26 343      | 52,62       |  |
|                | Camille Bourgeolais         | PS (UGSD)      | 10 532       | 20,69        | 17 108      | 34,18       |  |
|                | Jean Oliviéri               | CD (MR)        | 7 116        | 13,98        | 6 608       | 13,2        |  |
|                | Michel Verger               | PCF            | 5 063        | 9,95         |             |             |  |
|                | Pierre Chenut               | RI             | 4 443        | 8,73         |             |             |  |
|                | Marie-Louise Dupas          | LO             | 1 389        | 2,73         |             |             |  |
|                |                             |                |              |              |             |             |  |
| Inscrits       | Inscrits                    | Inscrits       | 63 066       | 100,00       | 63 064      | 100,00      |  |
| Abstentions    | Abstentions                 | Abstentions    | 10 865       | 17,23        | 12 106      | 19,2        |  |
| Votants        | Votants                     | Votants        | 52 201       | 82,77        | 50 958      | 80,8        |  |
| Blancs et nuls | Blancs et nuls              | Blancs et nuls | 1 304        | 2,5          | 899         | 1,76        |  |
| Exprimés       | Exprimés                    | Exprimés       | 50 897       | 97,5         | 50 059      | 98,24       |  |

Le suppléant de René la Combe était Yves Besnier.

### Élections de 1978
|                | René la Combe sortant réélu | RPR            | 35 110 | 57,53  |  |  |  |
|                | Daniel Dupuis               | PS             | 16 812 | 27,55  |  |  |  |
|                | Michel Verger               | PCF            | 5 898  | 9,66   |  |  |  |
|                | Jean-François Pozzan        | LO             | 1 662  | 2,72   |  |  |  |
|                | Michel Robichon             | PSU (FA)       | 1 545  | 2,53   |  |  |  |
|                |                             |                |        |        |  |  |  |
| Inscrits       | Inscrits                    | Inscrits       | 74 158 | 100,00 |  |  |  |
| Abstentions    | Abstentions                 | Abstentions    | 11 409 | 15,38  |  |  |  |
| Votants        | Votants                     | Votants        | 62 749 | 84,62  |  |  |  |
| Blancs et nuls | Blancs et nuls              | Blancs et nuls | 1 722  | 2,74   |  |  |  |
| Exprimés       | Exprimés                    | Exprimés       | 61 027 | 97,26  |  |  |  |

La suppléante de René la Combe était Anne Curet, assistante sociale.

### Élections de 1981
|                | René la Combe sortant réélu | RPR (UNM)      | 28 909 | 52,48  |  |  |  |
|                | Daniel Dupuis               | PS             | 22 069 | 40,06  |  |  |  |
|                | Jack Proult                 | PCF            | 2 471  | 4,49   |  |  |  |
|                | Didier Lessieux             | PSU            | 950    | 1,72   |  |  |  |
|                | Jean-François Pozzan        | LO             | 687    | 1,25   |  |  |  |
|                |                             |                |        |        |  |  |  |
| Inscrits       | Inscrits                    | Inscrits       | 77 966 | 100,00 |  |  |  |
| Abstentions    | Abstentions                 | Abstentions    | 21 764 | 27,91  |  |  |  |
| Votants        | Votants                     | Votants        | 56 202 | 72,09  |  |  |  |
| Blancs et nuls | Blancs et nuls              | Blancs et nuls | 1 116  | 1,99   |  |  |  |
| Exprimés       | Exprimés                    | Exprimés       | 55 086 | 98,01  |  |  |  |

Le suppléant de René la Combe était Jean-Claude Rémy, professeur à l'université d'Angers, de Bouchemaine.

### Élections de 1988
|                | Hervé de Charette sortant réélu | UDF (PR) (URC) | 25 565 | 54,5   |  |  |  |
|                | François Bordier                | PS             | 12 609 | 26,88  |  |  |  |
|                | Roger Baudry                    | FN             | 2 836  | 6,05   |  |  |  |
|                | Marc Gicquel                    | Extrême gauche | 2 540  | 5,41   |  |  |  |
|                | Robert Bailleux                 | Extrême gauche | 1 912  | 4,08   |  |  |  |
|                | Hubert Dupont                   | PCF            | 1 442  | 3,07   |  |  |  |
|                | Jean Saint-Bris                 | diss. RPR      | 3      | 0,01   |  |  |  |
|                |                                 |                |        |        |  |  |  |
| Inscrits       | Inscrits                        | Inscrits       | 72 364 | 100,00 |  |  |  |
| Abstentions    | Abstentions                     | Abstentions    | 22 887 | 31,63  |  |  |  |
| Votants        | Votants                         | Votants        | 49 477 | 68,37  |  |  |  |
| Blancs et nuls | Blancs et nuls                  | Blancs et nuls | 2 570  | 5,19   |  |  |  |
| Exprimés       | Exprimés                        | Exprimés       | 46 907 | 94,81  |  |  |  |

Le suppléant d'Hervé de Charette était Alain Levoyer, maire de Champtoceaux.

### Élections de 1993
|                | Hervé de Charette sortant réélu | UDF (PR)                   | 29 848 | 58,05  |  |  |  |
|                | Annick Kerriou                  | PS (ADFP)                  | 6 393  | 12,43  |  |  |  |
|                | Jacques Gérardin                | FN                         | 4 503  | 8,76   |  |  |  |
|                | Alain Deltombe                  | GÉ (EÉ)                    | 4 485  | 8,72   |  |  |  |
|                | Yvette Leroux                   | LT-LNÉ                     | 1 872  | 3,64   |  |  |  |
|                | Didier Lize                     | LO                         | 1 834  | 3,57   |  |  |  |
|                | Claudi Ménard                   | PCF                        | 1 303  | 2,53   |  |  |  |
|                | Daniel Sale                     | Divers gauche (Maj. prés.) | 1 179  | 2,29   |  |  |  |
|                |                                 |                            |        |        |  |  |  |
| Inscrits       | Inscrits                        | Inscrits                   | 76 748 | 100,00 |  |  |  |
| Abstentions    | Abstentions                     | Abstentions                | 20 170 | 26,28  |  |  |  |
| Votants        | Votants                         | Votants                    | 56 578 | 73,72  |  |  |  |
| Blancs et nuls | Blancs et nuls                  | Blancs et nuls             | 5 161  | 9,12   |  |  |  |
| Exprimés       | Exprimés                        | Exprimés                   | 51 417 | 90,88  |  |  |  |

Le suppléant d'Hervé de Charette était Alain Levoyer. Alain Levoyer remplaça Hervé de Charette, nommé membre du gouvernement, du 2 mai 1993 au 21 avril 1997.

### Élections de 1997
| Candidat       | Candidat                        | Parti             | Premier tour | Premier tour | Second tour | Second tour |  |
| Candidat       | Candidat                        | Parti             | Voix         | %            | Voix        | %           |  |
| -------------- | ------------------------------- | ----------------- | ------------ | ------------ | ----------- | ----------- |  |
|                | Hervé de Charette sortant réélu | UDF (PPDF)        | 25 530       | 47,77        | 33 062      | 62,12       |  |
|                | Dominique Brossier              | PS                | 11 315       | 21,17        | 20 159      | 37,88       |  |
|                | Philippe Boret                  | FN                | 4 873        | 9,12         |             |             |  |
|                | Marie-Luc Lefeuvre-Justeau      | LDI (MPF)         | 2 962        | 5,54         |             |             |  |
|                | Didier Lize                     | LO                | 2 232        | 4,18         |             |             |  |
|                | Marc Gicquel                    | SÉGA              | 2 124        | 3,97         |             |             |  |
|                | Claudi Ménard                   | PCF               | 1 758        | 3,29         |             |             |  |
|                | Louis-Marie Bosseau             | Divers écologiste | 1 327        | 2,48         |             |             |  |
|                | Régis Bonsergent                | GÉ                | 1 317        | 2,46         |             |             |  |
|                |                                 |                   |              |              |             |             |  |
| Inscrits       | Inscrits                        | Inscrits          | 79 324       | 100,00       | 79 320      | 100,00      |  |
| Abstentions    | Abstentions                     | Abstentions       | 20 955       | 26,42        | 22 170      | 27,95       |  |
| Votants        | Votants                         | Votants           | 58 369       | 73,58        | 57 150      | 72,05       |  |
| Blancs et nuls | Blancs et nuls                  | Blancs et nuls    | 4 931        | 8,45         | 3 929       | 6,87        |  |
| Exprimés       | Exprimés                        | Exprimés          | 53 438       | 91,55        | 53 221      | 93,13       |  |

Le suppléant d'Hervé de Charette était Albert Bigot, maire d'Ingrandes-sur-Loire, ancien chef d'entreprise.

### Élections de 2002
| Candidat       | Candidat                        | Parti            | Premier tour | Premier tour | Second tour | Second tour |  |
| Candidat       | Candidat                        | Parti            | Voix         | %            | Voix        | %           |  |
| -------------- | ------------------------------- | ---------------- | ------------ | ------------ | ----------- | ----------- |  |
|                | Hervé de Charette sortant réélu | UMP              | 21 398       | 38,76        | 30 014      | 63,47       |  |
|                | Dominique Brossier              | Divers droite    | 11 583       | 20,98        | Retrait     | Retrait     |  |
|                | Isabelle Corlay                 | PRG (PS)         | 10 591       | 19,19        | 17 273      | 36,53       |  |
|                | Anne-Marie Durafour             | FN               | 3 113        | 5,64         |             |             |  |
|                | Jean-Marc Bureau                | Les Verts        | 2 907        | 5,27         |             |             |  |
|                | Armel Pécheul                   | MPF              | 1 424        | 2,58         |             |             |  |
|                | Dominique Lartigaud             | LCR              | 1 040        | 1,88         |             |             |  |
|                | Didier Lize                     | LO               | 920          | 1,67         |             |             |  |
|                | Claudi Ménard                   | PCF              | 684          | 1,24         |             |             |  |
|                | Jean Claveau                    | PT               | 571          | 1,03         |             |             |  |
|                | Pierre Ham                      | Pôle républicain | 549          | 0,99         |             |             |  |
|                | Yvette Belin                    | MNR              | 423          | 0,77         |             |             |  |
|                |                                 |                  |              |              |             |             |  |
| Inscrits       | Inscrits                        | Inscrits         | 84 647       | 100,00       | 84 643      | 100,00      |  |
| Abstentions    | Abstentions                     | Abstentions      | 27 838       | 32,89        | 34 742      | 41,05       |  |
| Votants        | Votants                         | Votants          | 56 809       | 67,11        | 49 901      | 58,95       |  |
| Blancs et nuls | Blancs et nuls                  | Blancs et nuls   | 1 606        | 2,83         | 2 614       | 5,24        |  |
| Exprimés       | Exprimés                        | Exprimés         | 55 203       | 97,17        | 47 287      | 94,76       |  |

Le suppléant de Hervé de Charette était Jean-Claude Morinière, maire de Saint-Pierre-Montlimart, Président de la Communauté de communes du canton de Montrevault.

### Élections de 2007
| Candidat       | Candidat                        | Parti          | Premier tour | Premier tour | Second tour | Second tour |  |
| Candidat       | Candidat                        | Parti          | Voix         | %            | Voix        | %           |  |
| -------------- | ------------------------------- | -------------- | ------------ | ------------ | ----------- | ----------- |  |
|                | Hervé de Charette sortant réélu | UMP            | 25 177       | 44,69        | 28 734      | 56,69       |  |
|                | Serge Bardy                     | PS             | 12 348       | 21,92        | 21 953      | 43,31       |  |
|                | Laurent Gérault                 | UDF–MoDem      | 9 900        | 17,57        |             |             |  |
|                | Rose-Marie Véron                | Les Verts      | 2 376        | 4,22         |             |             |  |
|                | Aurore Dauly                    | LCR            | 1 410        | 2,5          |             |             |  |
|                | Anne-Marie Durafour             | FN             | 1 252        | 2,22         |             |             |  |
|                | Cécile Hérissé                  | MPF            | 1 180        | 2,09         |             |             |  |
|                | Céline L'Huillier               | LO             | 805          | 1,43         |             |             |  |
|                | Jean-Jacques Romanes            | MÉI            | 718          | 1,27         |             |             |  |
|                | Nadine Bouvet                   | PCF            | 591          | 1,05         |             |             |  |
|                | Michelle Le Thomas              | Divers         | 579          | 1,03         |             |             |  |
|                | Sylvia Mailleux                 | Divers         | 2            | 0            |             |             |  |
|                |                                 |                |              |              |             |             |  |
| Inscrits       | Inscrits                        | Inscrits       | 90 199       | 100,00       | 90 198      | 100,00      |  |
| Abstentions    | Abstentions                     | Abstentions    | 32 320       | 35,83        | 37 369      | 41,43       |  |
| Votants        | Votants                         | Votants        | 57 879       | 64,17        | 52 829      | 58,57       |  |
| Blancs et nuls | Blancs et nuls                  | Blancs et nuls | 1 541        | 2,66         | 2 142       | 4,05        |  |
| Exprimés       | Exprimés                        | Exprimés       | 56 338       | 97,34        | 50 687      | 95,95       |  |

### Élections de 2012
| Candidat       | Candidat                  | Parti          | Premier tour | Premier tour | Second tour | Second tour |  |
| Candidat       | Candidat                  | Parti          | Voix         | %            | Voix        | %           |  |
| -------------- | ------------------------- | -------------- | ------------ | ------------ | ----------- | ----------- |  |
|                | Hervé de Charette sortant | NC (AC, UMP)   | 12 692       | 23,41        | 23 552      | 47,82       |  |
|                | Serge Bardy élu           | diss. PS       | 11 331       | 20,90        | 25 700      | 52,18       |  |
|                | André Martin              | diss. UMP      | 10 983       | 20,26        |             |             |  |
|                | Marianne Prodhomme        | EÉLV (PS)      | 8 912        | 16,44        |             |             |  |
|                | Olivier Douay             | RBM (FN)       | 4 164        | 7,68         |             |             |  |
|                | Marc Gicquel              | FG (PG)        | 1 937        | 3,57         |             |             |  |
|                | Alain Picard              | MoDem (Cap21)  | 1 568        | 2,89         |             |             |  |
|                | Chantal Schosseler        | MHAN           | 825          | 1,52         |             |             |  |
|                | Dominique Gandin          | MPF            | 457          | 0,84         |             |             |  |
|                | Céline L'Huillier         | LO             | 366          | 0,68         |             |             |  |
|                | Thérèse Bon               | DLR            | 351          | 0,65         |             |             |  |
|                | Guillaume Alibert         | NC             | 346          | 0,64         |             |             |  |
|                | Marie-Émilie Vel          | NPA            | 276          | 0,51         |             |             |  |
|                |                           |                |              |              |             |             |  |
| Inscrits       | Inscrits                  | Inscrits       | 92 534       | 100,00       | 92 553      | 100,00      |  |
| Abstentions    | Abstentions               | Abstentions    | 37 038       | 40,03        | 40 348      | 43,59       |  |
| Votants        | Votants                   | Votants        | 55 496       | 59,97        | 52 205      | 56,41       |  |
| Blancs et nuls | Blancs et nuls            | Blancs et nuls | 1 288        | 2,32         | 2 953       | 5,66        |  |
| Exprimés       | Exprimés                  | Exprimés       | 54 208       | 97,68        | 49 252      | 94,34       |  |

### Élections de 2017
Les élections législatives françaises de 2017 ont eu lieu les dimanches 11 et 18 juin 2017.
Le député sortant Serge Bardy est battu par Nicole Dubré-Chirat.
|                                                                               |                                                                      |                           |                           |                          |                          |
|                                                                               |                                                                      | Premier tour 11 juin 2017 | Premier tour 11 juin 2017 | Second tour 18 juin 2017 | Second tour 18 juin 2017 |
|                                                                               |                                                                      |                           |                           |                          |                          |
|                                                                               |                                                                      | Nombre                    | % des inscrits            | Nombre                   | % des inscrits           |
| Inscrits                                                                      | Inscrits                                                             | 94 700                    | 100,00                    | 94 693                   | 100,00                   |
| Abstentions                                                                   | Abstentions                                                          | 44 729                    | 47,23                     | 53 784                   | 56,80                    |
| Votants                                                                       | Votants                                                              | 49 971                    | 52,77                     | 40 909                   | 43,20                    |
|                                                                               |                                                                      |                           | % des votants             |                          | % des votants            |
| Bulletins blancs                                                              | Bulletins blancs                                                     | 1 006                     | 2,01                      | 3 194                    | 7,81                     |
| Bulletins nuls                                                                | Bulletins nuls                                                       | 419                       | 0,84                      | 1 049                    | 2,56                     |
| Suffrages exprimés                                                            | Suffrages exprimés                                                   | 48 546                    | 97,15                     | 36 666                   | 89,63                    |
|                                                                               |                                                                      |                           |                           |                          |                          |
| Candidat Étiquette politique (partis et alliances)                            | Candidat Étiquette politique (partis et alliances)                   | Voix                      | % des exprimés            | Voix                     | % des exprimés           |
|                                                                               |                                                                      |                           |                           |                          |                          |
|                                                                               | Nicole Dubré-Chirat La République en marche                          | 21 153                    | 43,57                     | 22 649                   | 61,77                    |
|                                                                               | André Martin Les Républicains (Union des démocrates et indépendants) | 9 922                     | 20,44                     | 14 017                   | 38,23                    |
|                                                                               | Maryline Fonteneau Grelet La France insoumise                        | 5 851                     | 12,05                     |                          |                          |
|                                                                               | Serge Bardy (député sortant) Parti socialiste                        | 4 666                     | 9,61                      |                          |                          |
|                                                                               | Bernadette de La Bourdonnaye Front national                          | 4 222                     | 8,70                      |                          |                          |
|                                                                               | Thomas Chamaillé Debout la France                                    | 1 111                     | 2,29                      |                          |                          |
|                                                                               | Pauline Emery Parti communiste français                              | 646                       | 1,33                      |                          |                          |
|                                                                               | Didier Testu Lutte ouvrière                                          | 559                       | 1,15                      |                          |                          |
|                                                                               | Myriam Manceau Divers (Union populaire républicaine)                 | 416                       | 0,86                      |                          |                          |
| Source : Ministère de l'Intérieur - Sixième circonscription de Maine-et-Loire |                                                                      |                           |                           |                          |                          |

### Élections de 2022
| Résultats des élections législatives des 12 et 19 juin 2022 de la 6e circonscription du Maine-et-Loire |                          |                          |              |              |             |             |
| Candidat                                                                                               | Candidat                 | Parti et coalition       | Premier tour | Premier tour | Second tour | Second tour |
| Candidat                                                                                               | Candidat                 | Parti et coalition       | Voix         | %            | Voix        | %           |
| | Nicole Dubré-Chirat      | LREM (ENS)               | 14 074       | 31,04        | 24 615      | 57,60       |
| | Tassadit Amghar ,        | LFI (NUPES)              | 12 596       | 27,78        | 18 119      | 42,40       |
| | Pie-Louis Lecluse        | RN                       | 7 229        | 15,94        |             |             |
| | Bernadette Humeau        | DVC                      | 5 550        | 12,24        |             |             |
| | Geneviève Gaillard       | LR (UDC)                 | 1 894        | 4,18         |             |             |
| | Marie Durand             | REC                      | 1 335        | 2,94         |             |             |
| | Bruno Ciofi              | RES                      | 1 108        | 2,44         |             |             |
| | Lydie Crevenna           | DLF (UPF)                | 936          | 2,06         |             |             |
| | Yann Le Diagon           | LO                       | 625          | 1,38         |             |             |
| Votes valides                                                                                          | Votes valides            | Votes valides            | 45 347       | 96,47        | 42 734      | 92,80       |
| Votes blancs                                                                                           | Votes blancs             | Votes blancs             | 1 197        | 2,55         | 2 106       | 4,58        |
| Votes nuls                                                                                             | Votes nuls               | Votes nuls               | 463          | 0,98         | 1 208       | 2,62        |
| Total                                                                                                  | Total                    | Total                    | 47 007       | 100          | 46 048      | 100         |
| Abstention                                                                                             | Abstention               | Abstention               | 51 365       | 52,22        | 52 352      | 53,20       |
| Inscrits / participation                                                                               | Inscrits / participation | Inscrits / participation | 98 372       | 47,78        | 98 400      | 46,80       |

### Élections de 2024
| Candidat                 | Candidat                 | Parti et coalition       | Nuance                   | Premier tour | Premier tour | Second tour | Second tour |
| Candidat                 | Candidat                 | Parti et coalition       | Nuance                   | Voix         | %            | Voix        | %           |
| ------------------------ | ------------------------ | ------------------------ | ------------------------ | ------------ | ------------ | ----------- | ----------- |
|                          | Nicole Dubré-Chirat      | RE (ENS)                 | ENS                      | 23 776       | 35,28        | 43 226      | 66,32       |
|                          | Tim Pavageau             | RN                       | UXD                      | 19 422       | 28,82        | 21 954      | 33,68       |
|                          | Sylvie Gabin             | LFI (NFP)                | UG                       | 16 707       | 24,79        | 𝘙𝘦𝘵𝘳𝘢𝘪𝘵     | 𝘙𝘦𝘵𝘳𝘢𝘪𝘵     |
|                          | Anaëlle Chaussivert      | LR                       |                          |              |              |             |             |
|                          | Yann Le Diagon           | LO                       |                          |              |              |             |             |
|                          | Éric Mercier             | DLF                      |                          |              |              |             |             |
|                          |                          |                          |                          |              |              |             |             |
| Votes valides            |                          |                          |                          |              |              |             |             |
| Votes blancs             | Votes blancs             | Votes blancs             | Votes blancs             |              |              |             | 4,57        |
| Votes nuls               |                          |                          |                          |              |              |             |             |
| Total                    |                          |                          |                          |              |              |             |             |
| Abstention               | Abstention               | Abstention               | Abstention               |              | 29,99        |             | 30,26       |
| Inscrits / participation | Inscrits / participation | Inscrits / participation | Inscrits / participation | 99 656       | 70,01        | 99 679      | 69,74       |

#### Département de Maine-et-Loire
- La fiche de l'INSEE de cette circonscription : « Tableaux et Analyses de la sixième circonscription de Maine-et-Loire », sur insee.fr, site de l'Institut national de la statistique et des études économiques (consulté le 10 juin 2007). [PDF]
- « Tous les députés du département de Maine-et-Loire depuis 1789 », sur assemblee-nationale.fr, site de l'Assemblée nationale française (consulté le 10 juin 2007)
- « Informations contentieuses sur le département de Maine-et-Loire (Élections législatives de 2002) »(Archive.org • Wikiwix • Archive.is • Google • Que faire ?), sur conseil-constitutionnel.fr, site du Conseil constitutionnel (consulté le 13 juin 2007)

#### Circonscriptions en France
- « Carte des circonscriptions législatives en France », sur assemblee-nationale.fr, site de l'Assemblée nationale française (consulté le 10 juin 2007)
- « Résultats électoraux officiels en France »(Archive.org • Wikiwix • Archive.is • Google • Que faire ?), sur interieur.gouv.fr, site du ministère de l'Intérieur (France) (consulté le 13 juin 2007)
- Description et Atlas des circonscriptions électorales de France sur http://www.atlaspol.com, Atlaspol, site de cartographie géopolitique, consulté le 13 juin 2007.